# Siège de Coria (1142)

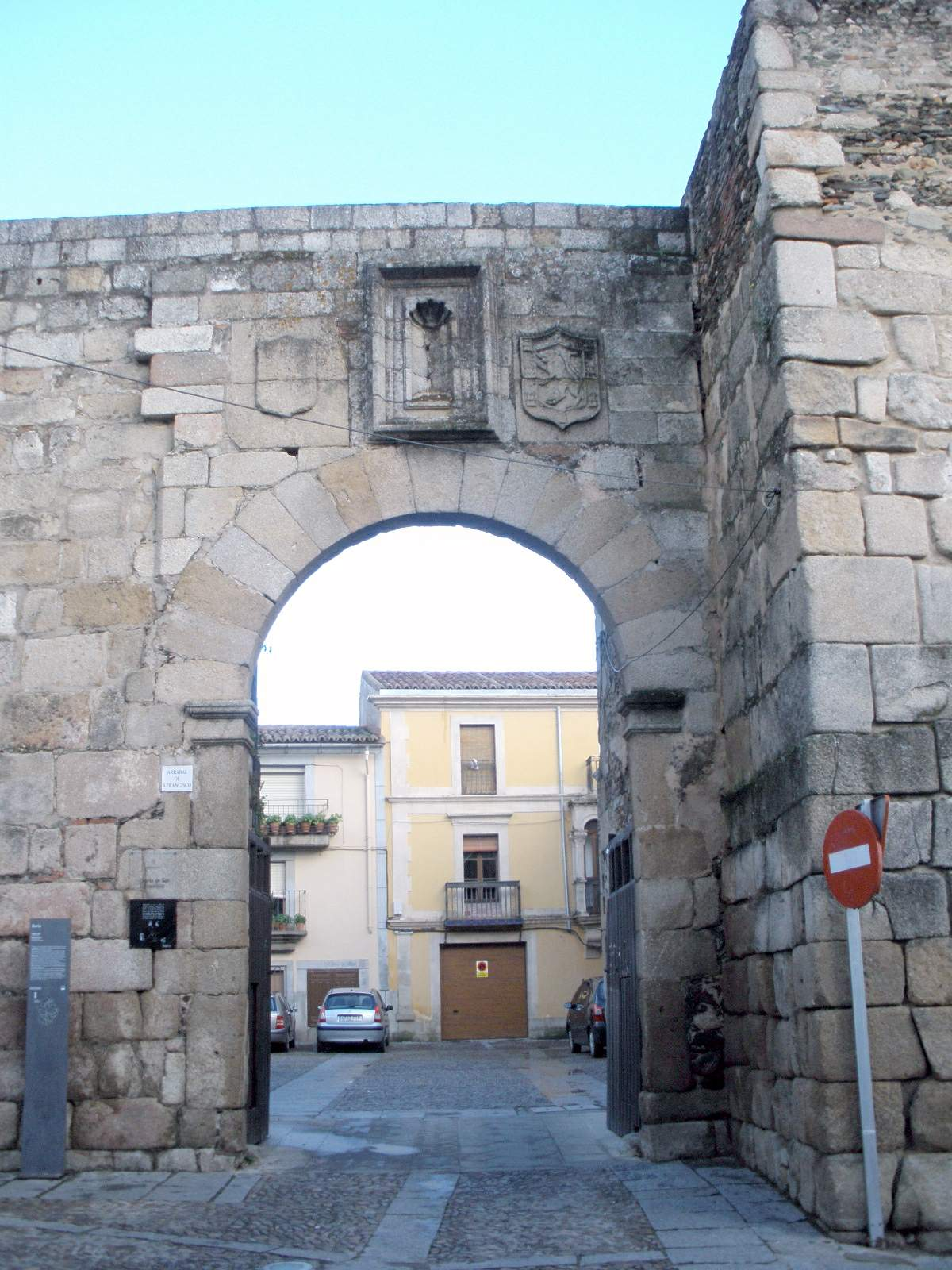
Porte de San Francisco de la muraille de Coria.

Le second siège de Coria mené par l'empereur Alphonse VII de León et Castille commença début mai 1142 et prit fin avec la capitulation et la prise de la ville en juin de la même année,.

## Contexte
La Chronique d'Alphonse III mentionne une possible prise de la ville et d'autres lieux au sud par Alphonse III des Asturies, étant probablement motivé par sa volonté d'approfondir la dépopulation du territoire que le conquérir. Elle fut conquise par Alphonse VI de León en septembre 1079, dans un mouvement stratégique qui lui permet de créer une avancée menaçant les villes musulmanes importantes de Tolède et Badajoz avant la conquête de Tolède en 1085. Elle fut maintenu comme ville chrétienne, de manière précaire, jusqu'en 1110-1113 quand elle tomba dans les mains de l'Empire almoravides après la mort d'Alphonse VI en 1109. Alphonse VII avait assiégé la ville une première fois — lieu le plus important du système central du Tage — en vain en juillet 1138, opération militaire durant laquelle Rodrigo Martínez (es) tomba au combat.

## Source
- (es) Cet article est partiellement ou en totalité issu de l’article de Wikipédia en espagnol intitulé « Sitio de Coria (1142) » (voir la liste des auteurs).